# Massimo Biasion
Massimo Biasion, més conegut amb el nom de Miki Biasion (Bassano del Grappa, Itàlia, 7 de gener de 1958) va ser un pilot italià de ral·lis guanyador del Campionat Mundial de Ral·lis dels anys 1988 i 1989, així com del Campionat d'Europa de Ral·lis del 1983. Va aconseguir 17 victòries en ral·lis del Campionat Mundial. El seu copilot habitual va ser Tiziano Siviero.

## Trajectòria

### Inicis (1979-1985)
Biasion, entre 1979 i 1983, va ser campió italià de ral·lis a quatre categories diferents, disputant en paral·lel el Campionat d'Europa de Ral·lis, el qual conquistaria l'any 1983 amb un Lancia 037.
L'any 1980 disputa per primera vegada el Ral·li de Sanremo, prova puntuable pel Campionat Mundial de Ral·lis, integrant-se posteriorment a l'equip Jolly Club entre 1983 i 1985 per disputar diverses proves puntuals del Campionat Mundial amb un Lancia Rally 037.

### Lancia (1986-1991)
L'any 1986 s'incorpora com a pilot a l'equip ofial Martini Lancia, aconseguint la seva primera victòria mundialística al Ral·li de l'Argentina i finalitzant la temporada en cinquena posició. L'any següent aconseguiria el subcampionat, tan sols superat per Juha Kankkunen.
La temporada 1988 conquistaria el títol mundial amb un Lancia Delta, revalidant de nou el títol a la temporada següent. A més a més, en aquestes dues temporades guanyaria cinc ral·lis en cadascuna d'elles.
Posteriorment, en les seves dues últimes temporades a Lancia, Biasion quedaria quart del Campionat Mundial, imposant-se a dos ral·lis més la temporada 1990.

### Ford (1992-1994)
L'any 1992 s'incorpora al equip oficial Ford, on disputa tres temporades. La primera, amb un Ford Sierra RS Cosworth 4x4, finalitza de nou quart del Mundial, un resultat que repetiria a la segona temporada, aquest cop amb Ford Escort RS Cosworth, guanyant el Ral·li Acròpolis. La tercera i darrera temporada finalitzaria sisè del Mundial.

### Anys posteriors
Un cop retirat del Campionat Mundial de Ral·lis, Biasion ha disputat diverses proves de raids, aconseguint la Copa Mundial de Ral·lis Totterreny els anys 1998 i 1999 amb Iveco. També ha participat al Ral·li Dakar de l'any 2012 amb un Iveco Trakker, finalitzant en sisena posició de la seva categoria.

## Títols
| Any  | Campionat                    | Cotxe                                               |
| ---- | ---------------------------- | --------------------------------------------------- |
| 1983 | Campionat europeu de ral·lis | Lancia Rally 037                                    |
| 1983 | Campionat italià de ral·lis  | Lancia Rally 037                                    |
| 1988 | Campionat Mundial de Ral·lis | Lancia Delta Integrale                              |
| 1989 | Campionat Mundial de Ral·lis | Lancia Delta Integrale 16V / Lancia Delta Integrale |

## Victòries al WRC
|    | Ral·li                | Any  | Copilot         | Vehicle                    |
| -- | --------------------- | ---- | --------------- | -------------------------- |
| 1  | Ral·li de l'Argentina | 1986 | Tiziano Siviero | Lancia Delta S4            |
| 2  | Ral·li de Monte-Carlo | 1987 | Tiziano Siviero | Lancia Delta HF 4WD        |
| 3  | Ral·li de l'Argentina | 1987 | Tiziano Siviero | Lancia Delta HF 4WD        |
| 4  | Ral·li de Sanremo     | 1987 | Tiziano Siviero | Lancia Delta HF 4WD        |
| 5  | Ral·li de Portugal    | 1988 | Carlo Cassina   | Lancia Delta Integrale     |
| 6  | Ral·li Safari         | 1988 | Tiziano Siviero | Lancia Delta Integrale     |
| 7  | Ral·li Acròpolis      | 1988 | Tiziano Siviero | Lancia Delta Integrale     |
| 8  | Ral·li Olympus        | 1988 | Tiziano Siviero | Lancia Delta Integrale     |
| 9  | Ral·li de Sanremo     | 1988 | Tiziano Siviero | Lancia Delta Integrale     |
| 10 | Ral·li de Monte-Carlo | 1989 | Tiziano Siviero | Lancia Delta Integrale     |
| 11 | Ral·li de Portugal    | 1989 | Tiziano Siviero | Lancia Delta Integrale     |
| 12 | Ral·li Safari         | 1989 | Tiziano Siviero | Lancia Delta Integrale     |
| 13 | Ral·li Acròpolis      | 1989 | Tiziano Siviero | Lancia Delta Integrale     |
| 14 | Ral·li de Sanremo     | 1989 | Tiziano Siviero | Lancia Delta Integrale 16V |
| 15 | Ral·li de Portugal    | 1990 | Tiziano Siviero | Lancia Delta Integrale 16V |
| 16 | Ral·li de l'Argentina | 1990 | Tiziano Siviero | Lancia Delta Integrale 16V |
| 17 | Ral·li Acròpolis      | 1993 | Tiziano Siviero | Ford Escort RS Cosworth    |